# アレッサンドロ・マニャスコ
アレッサンドロ・マニャスコ（イタリア語: Alessandro Magnasco, 1667年2月4日 - 1749年3月12日）は、イタリア後期バロックの画家。主にミラノとジェノヴァで活躍した。

## 概要
アレッサンドロ・マニャスコ（イタリア語: Alessandro Magnasco, 1667年2月4日 - 1749年3月12日）は、イタリア後期バロックの画家。主にミラノとジェノヴァで活躍した。 
ジェノヴァの画家、ステファノ・マニャスコ(Stefano Magnasco: 1635-1672)の息子に生まれた。幼い時に父親が亡くなった後、ミラノに移り、フィリッポ・アッビアーティ(Filippo Abbiati :1640–1715) の弟子となった。その後、フィレンチェで、トスカーナ大公、コジモ3世のもとで働いた数年間を除いて、1735年まではミラノで働いた。1735年からはジェノヴァに戻り活動した。
主に風俗画を描いた。

## ギャラリー

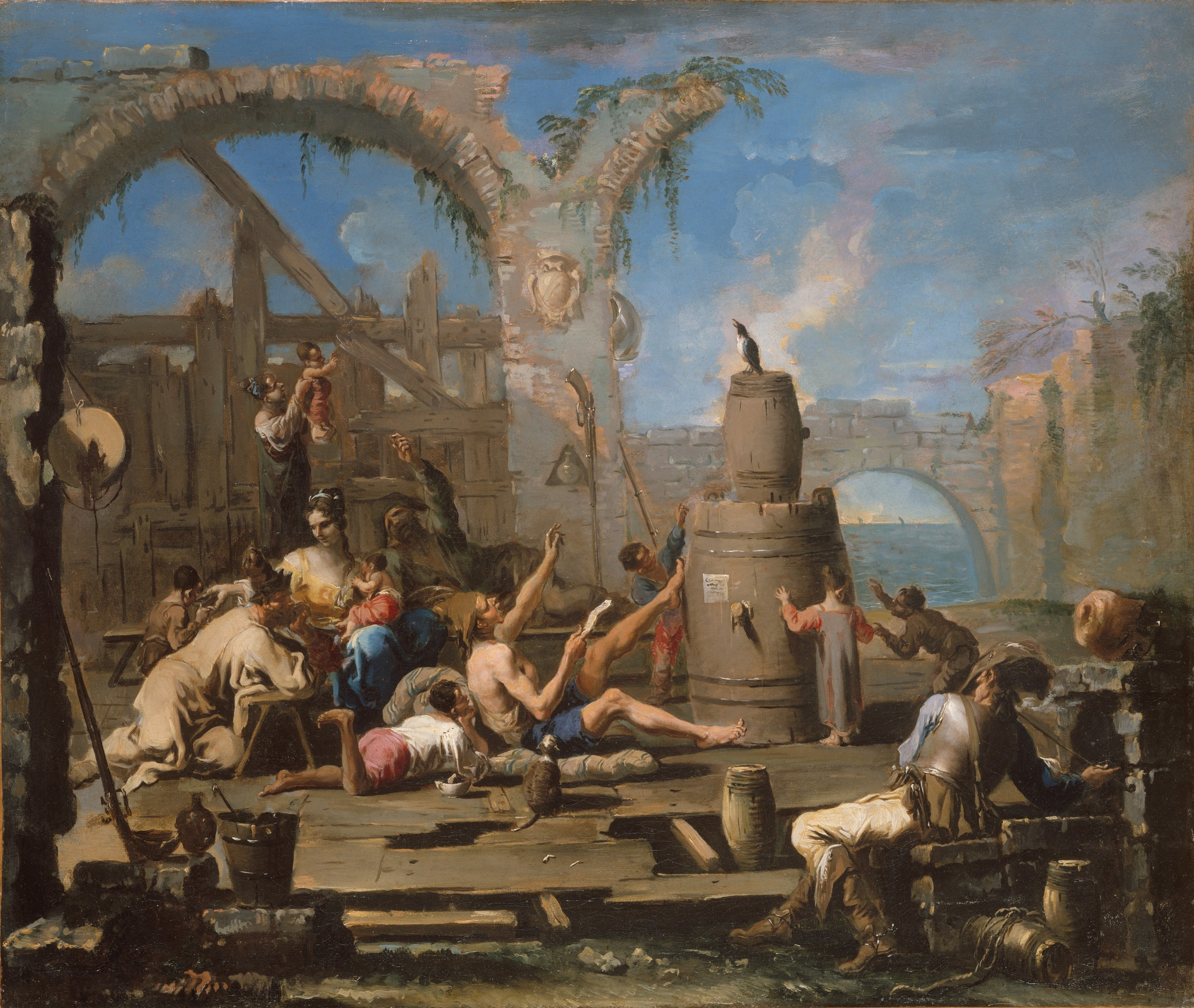
飼い慣らされたカササギ （1707年 - 1708年）
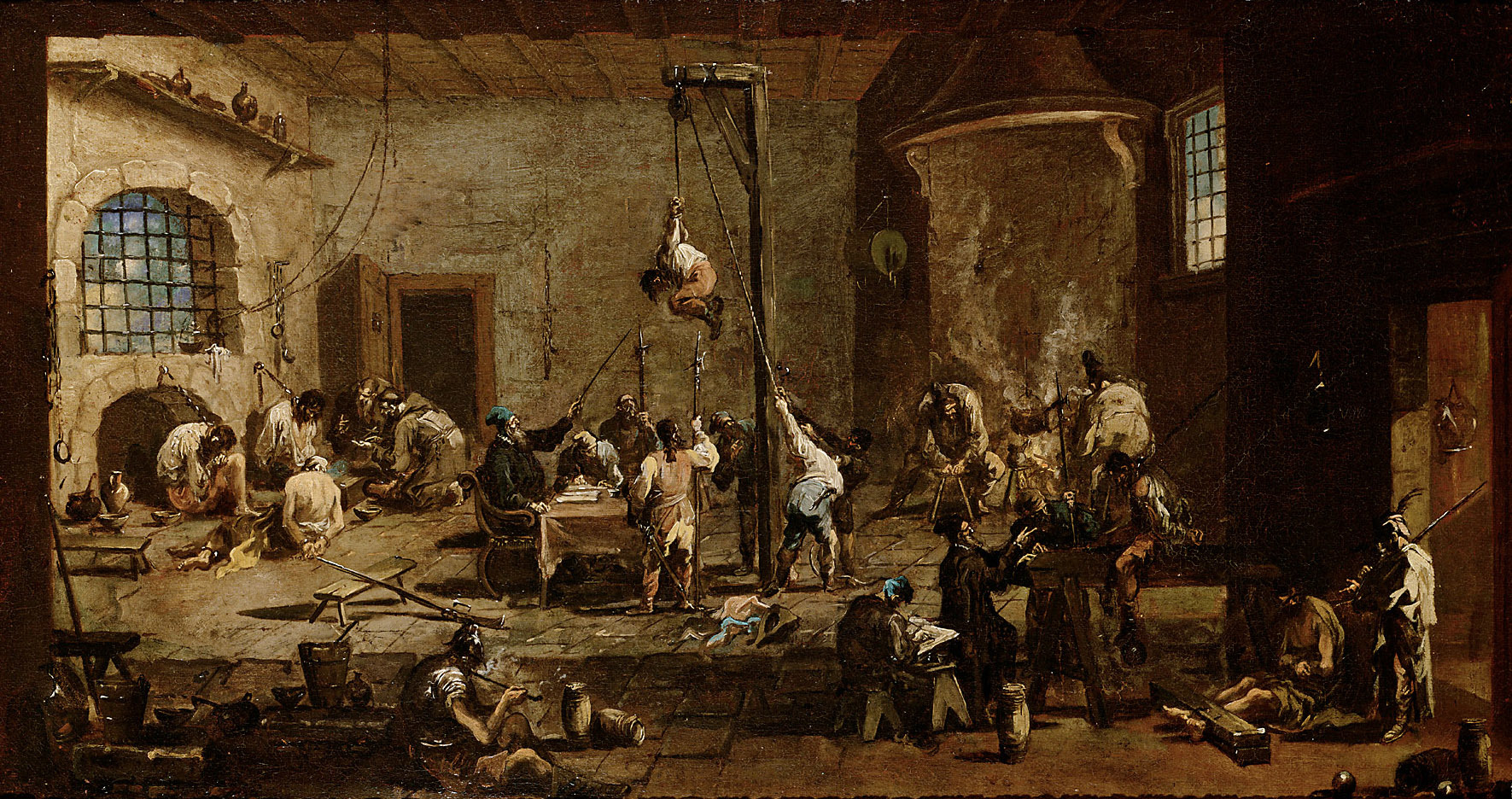
監獄での尋問 （c. 1710年）
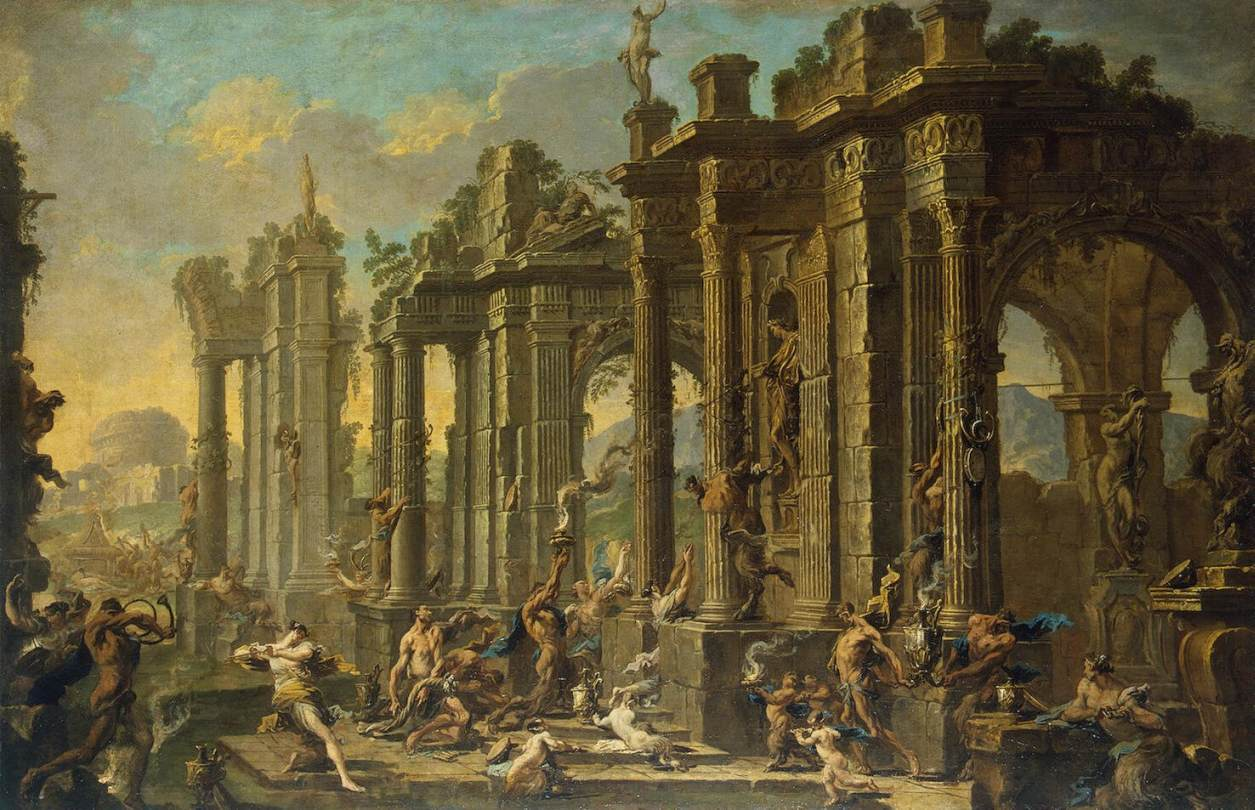
どんちゃん騒ぎ （c. 1710年)
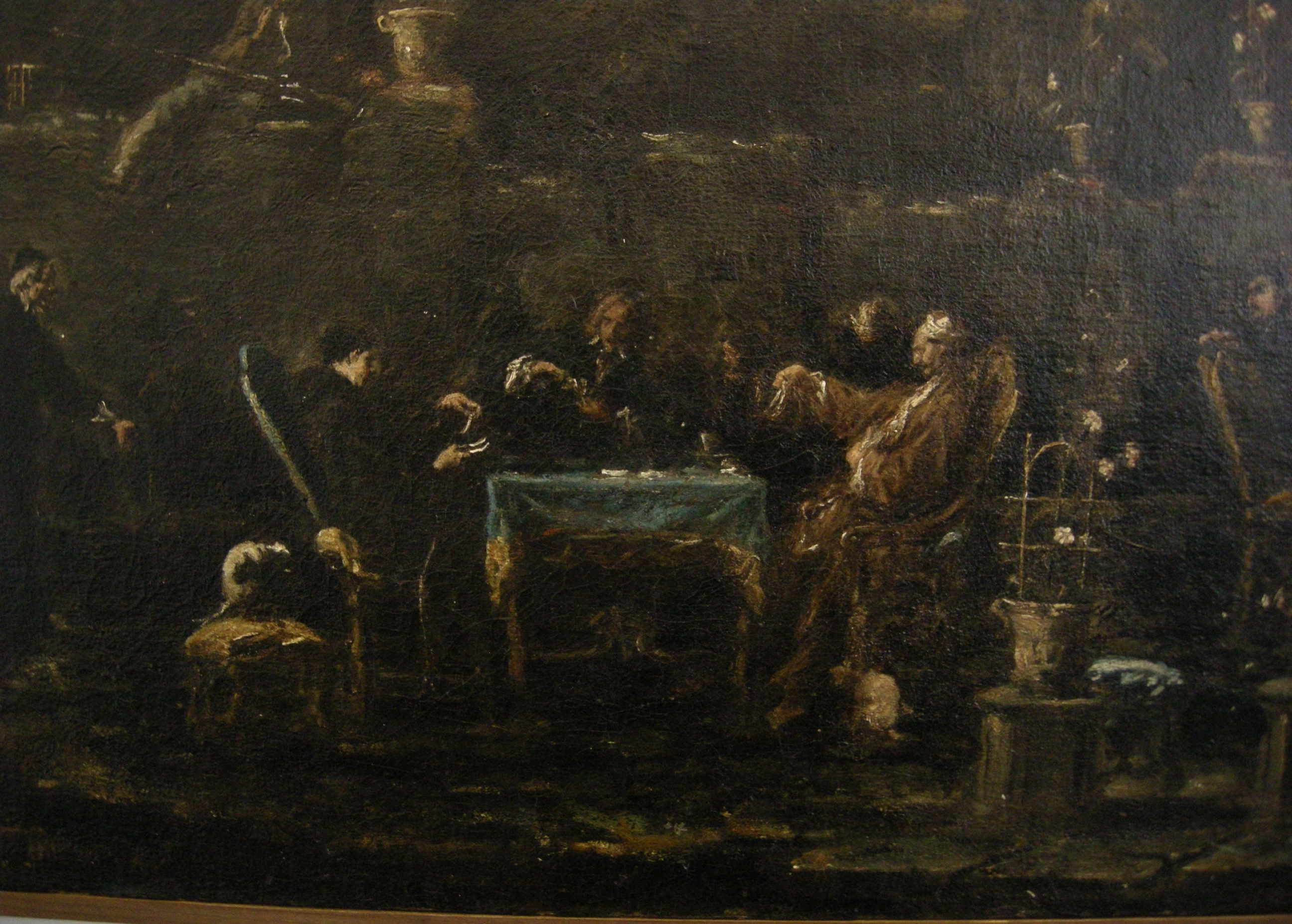
夜明けの庭の楽しみ
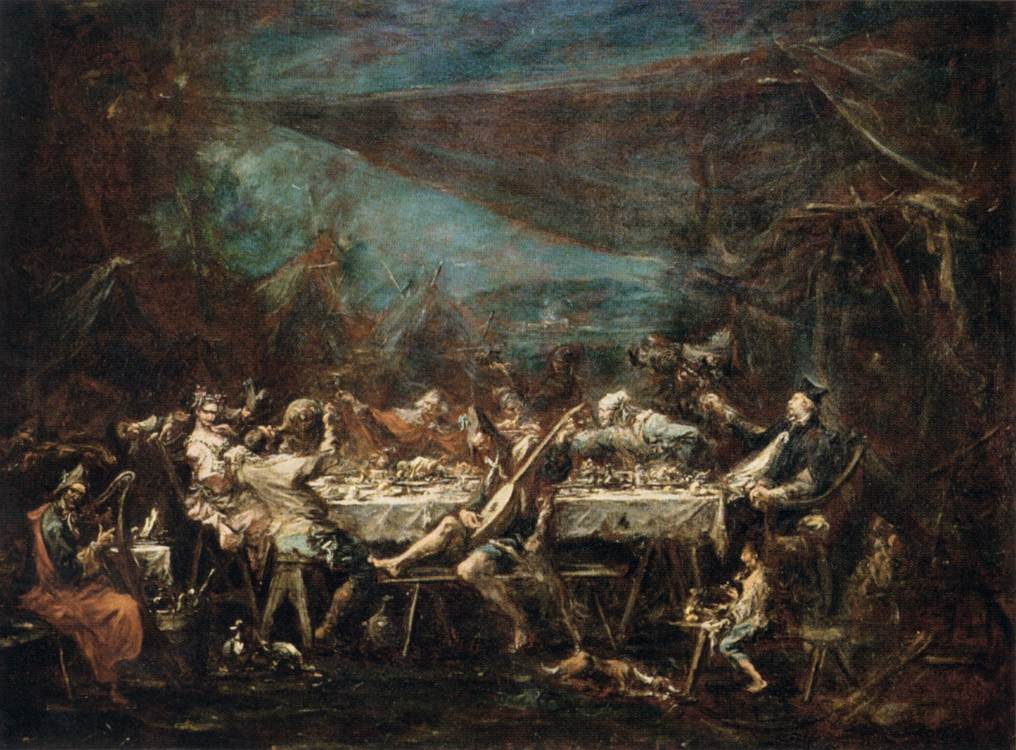
ジプシーの結婚 （1730年 - 1735年)
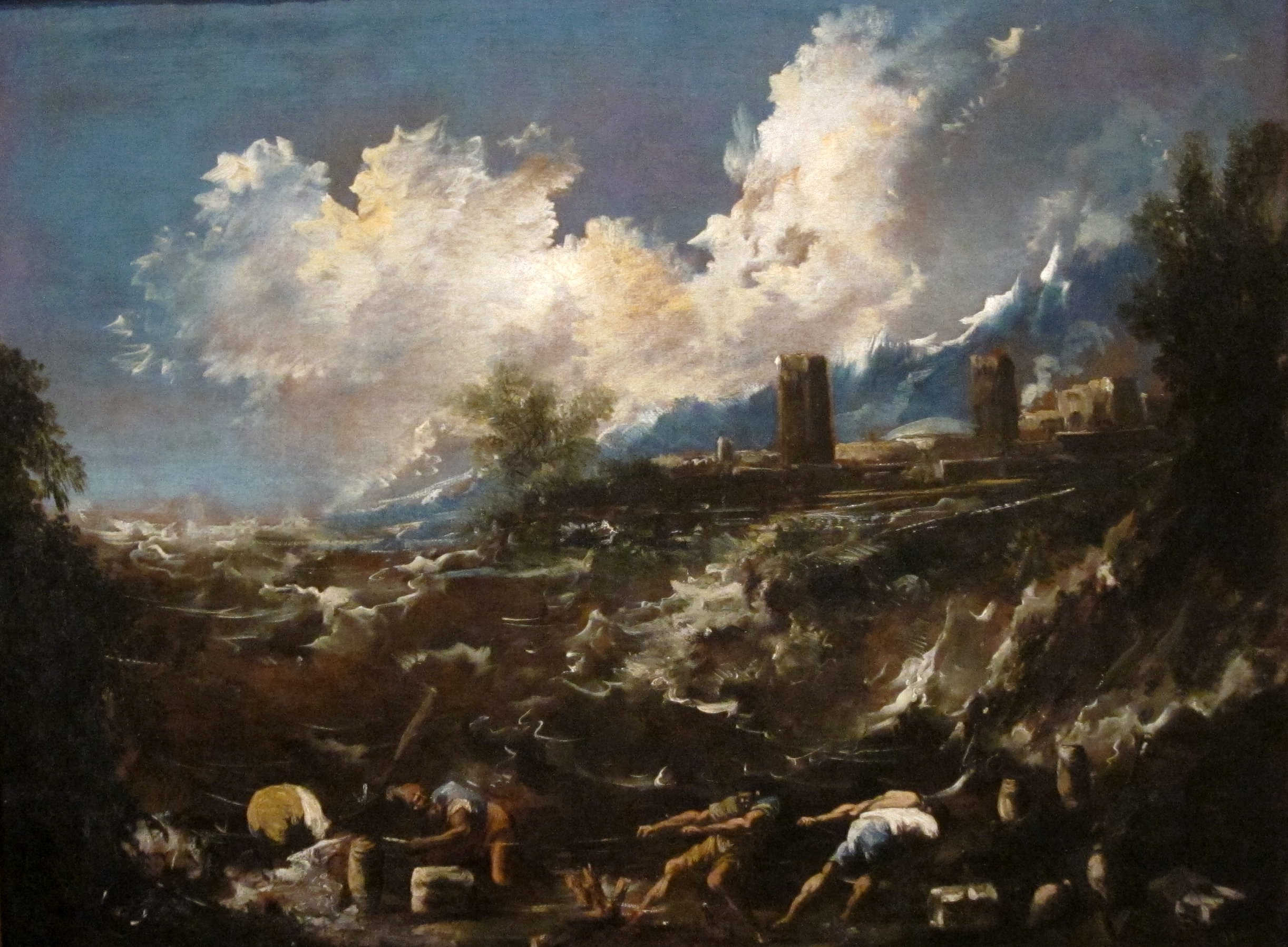
嵐の海の予兆 （1744年）
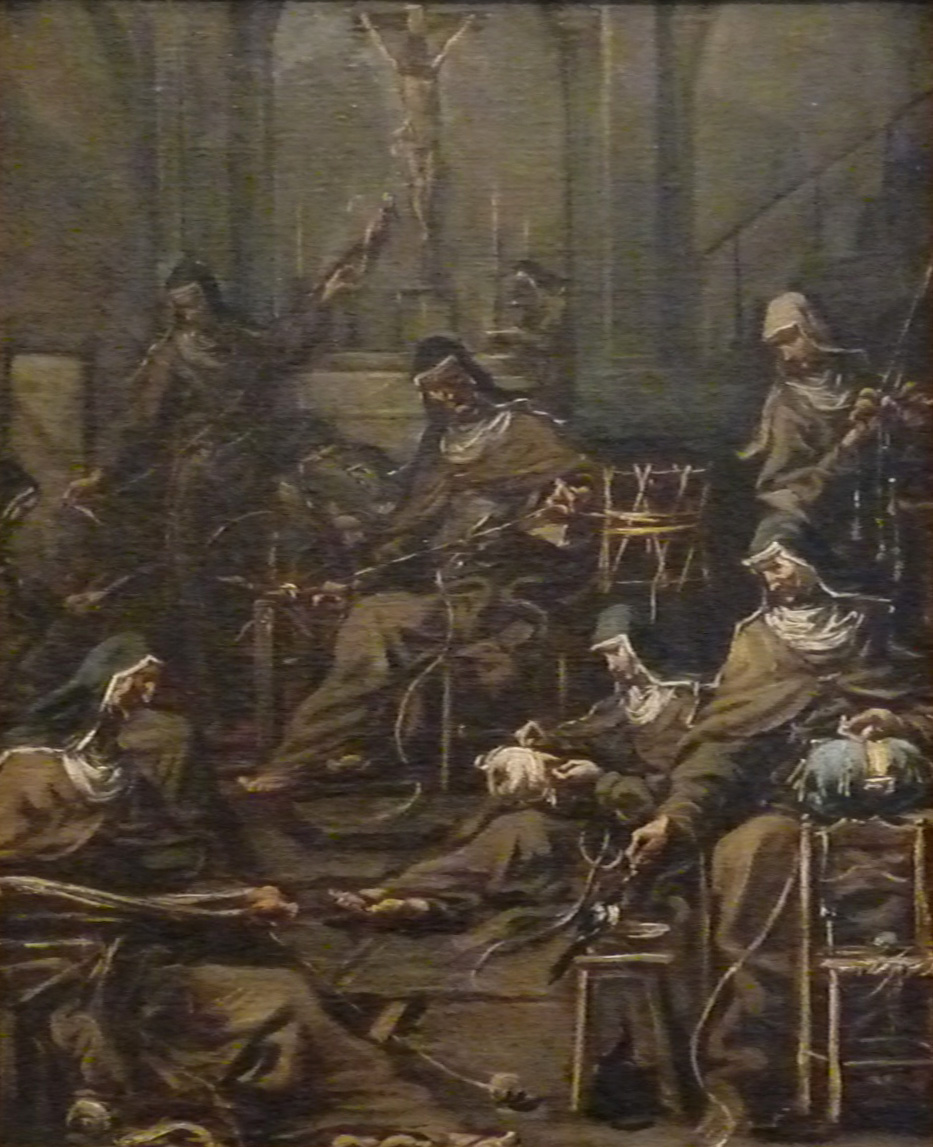
修道女